# カレン・ブリッグス
カレン・ブリッグス（Karen Briggs, 1963年4月11日- ）はイギリスの柔道選手。現役時代は48kg級の選手。得意技は巴投、体落、寝技。

## 人物
1980年代の女子柔道界を代表する選手の一人。1982年に19歳で世界チャンピオンになり、その後世界選手権を3連覇するが、1987年の世界選手権では初戦で左足を骨折して棄権負けした。これにより、今大会のメダリスト4名とメダリストが属さない大陸に所属する国の代表3名及び開催国代表の計8名のみが出場資格を得ることになる翌年のソウルオリンピック(公開競技)には出場できなくなった。1989年の世界選手権では決勝で江崎史子を得意の寝技で破り復活の優勝を遂げた。1991年の世界選手権では準決勝で田村亮子に上四方固で一本勝ちするも、決勝でフランスのセシル・ノバックに判定負けして2位だった。翌年のバルセロナオリンピックでは準決勝で田村と対戦するが、田村の素早い動きに翻弄されて優勢に試合を進められるのみならず右肩まで脱臼することになって、結果として反則負けで敗れた。その後、3位決定戦でも敗れて5位に終わり、オリンピック後には引退することになった。引退後はイギリス女子チームのコーチを長年務めて、ブリッグスをはじめダイアン・ベル、シャロン・レンドル、アン・ヒューズなど何名もの世界チャンピオンを育てたロイ・インマンの息子であるピーター・インマンと結婚した。現在はヨークシャーにある学校で柔道を教えている。

## 主な戦績
- 1981年 - ヨーロッパ選手権 3位
- 1981年 - オランダ国際　優勝
- 1981年 - イギリス国際　優勝
- 1982年 - ドイツ国際　優勝
- 1982年 - オランダ国際　優勝
- 1982年 - オーストリア国際　優勝
- 1982年 - 世界選手権　優勝
- 1983年 - ドイツ国際　優勝
- 1983年 - ヨーロッパ選手権　優勝
- 1983年 - オーストリア国際　優勝
- 1983年 - アメリカ国際　3位
- 1983年 - 福岡国際　優勝
- 1984年 - ドイツ国際　優勝
- 1984年 - ヨーロッパ選手権　優勝
- 1984年 - オランダ国際　2位
- 1984年 - イギリス国際　2位
- 1984年 - 世界選手権　優勝
- 1984年 - 福岡国際　優勝
- 1985年 - ドイツ国際　優勝
- 1985年 - ヨーロッパ選手権　3位(52kg級)
- 1985年 - 福岡国際　優勝
- 1986年 - ヨーロッパ選手権　優勝
- 1986年 - オーストリア国際　優勝
- 1986年 - 英連邦競技大会　優勝
- 1986年 - イギリス国際　優勝
- 1986年 - 世界選手権　優勝
- 1986年 - 福岡国際　優勝
- 1987年 - ヨーロッパ選手権　優勝
- 1987年 - イギリス国際　優勝
- 1988年 - 福岡国際　優勝
- 1989年 - ベルギー国際　優勝
- 1989年 - イギリス国際　優勝
- 1989年 - ヨーロッパ選手権　2位
- 1989年 - オーストリア国際　優勝
- 1989年 - 世界選手権　優勝
- 1990年 - 英連邦競技大会　優勝
- 1990年 - イギリス国際　優勝
- 1990年 - ヨーロッパ選手権　2位
- 1990年 - 福岡国際　3位
- 1991年 - イギリス国際　2位
- 1991年 - ヨーロッパ選手権　2位
- 1991年 - 世界選手権　2位
- 1991年 - アメリカ国際　優勝
- 1992年 - フランス国際　優勝
- 1992年 - イギリス国際　優勝
- 1992年 - オーストリア国際　優勝
- 1992年 - バルセロナオリンピック　5位